# San Lucas (Honduras)
San Lucas è un comune dell'Honduras facente parte del dipartimento di El Paraíso.
Il comune venne istituito il 2 agosto 1875.